# José María Callejón
José María Callejón Bueno (n. 11 februarie 1987, Motril) este un fotbalist spaniol liber de contract, care joacă pe post de mijlocaș lateral. Pe plan internațional, are prezențe la națională pentru Spania U-21 și Spania.
Fratele său geamăn Juanmi Callejón joacă în prezent pentru Marbella. Amândoi și-au făcut junioratul la Real Madrid. Callejón a devenit cunoscut pe vremea când evolua pentru clubul Espanyol. În 2011 s-a întors la Real Madrid unde a jucat timp de doi ani, 2013 fiind anul în care s-a transferat la Napoli.
Fost internațional a echipei de tineret a Spaniei, Callejón și-a făcut debutul la naționala mare a Spaniei în 2014.
Din 6 ianuarie 2018 este golgheterul istoric spaniol în Serie A, dată la care a depășit recordul lui Luis Suárez Miramontes care a marcat un total de 51 de goluri în campionat.

## Carieră

### Real Madrid. Echipele secunde
José Callejón a fost crescut de clubul Real Madrid încă de când era junior. În 2006, pe când avea vârsta de 19 ani, a debutat la Real Madrid C (echipa a treia a clubului madrilen), după care a fost promovat la echipa a doua, Real Madrid Castilla, la care a avut un randament bun, cu 37 de meciuri și 21 de goluri în sezonul 2007-2008, fiind cumpărat de Espanyol.

### Espanyol. Trecerea la un nivel avansat. Primera Division

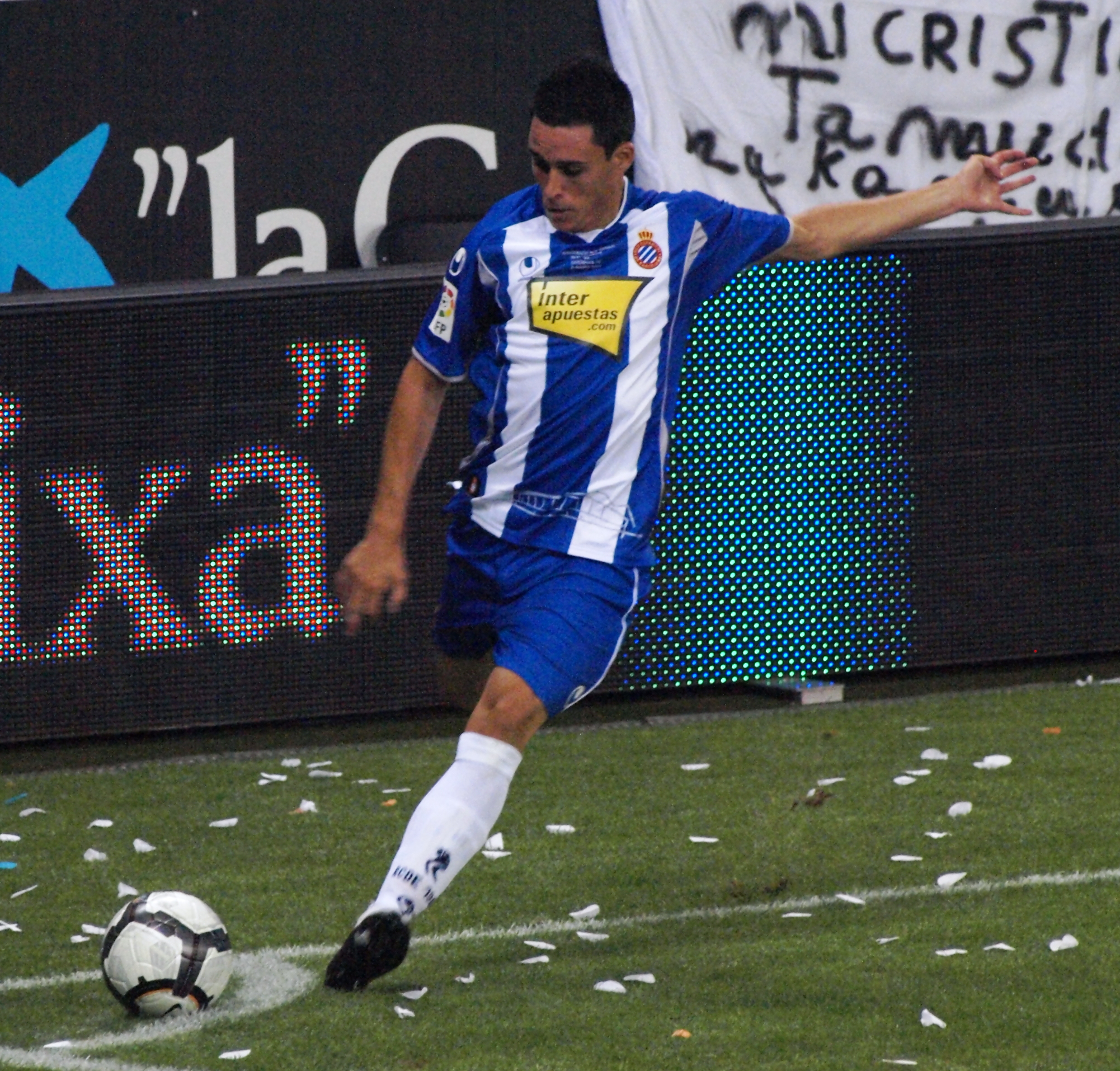
Callejón executând un corner pentru Espanyol în 2009

La sfârșitul sezonului, José Callejón a părăsit Real Madrid pentru un contract de 4 ani cu Espanyol Barcelona. A debutat în Primera Division într-un meci contra lui Getafe CF, meci terminat cu scorul 1-1; el a fost inițial rezervă, dar a fost introdus pe teren spre finalul meciului.
Într-un interval de un an Callejón a devenit titular aproape incontestabil, jucând predominant ca extremă. A marcat puține goluri, dar foarte importante. Cel mai important meci în care a înscris a fost Sevilla FC-Espanyol 1-2, în care el a marcat ambele goluri.

### Întoarcerea la Real Madrid
Devenind un jucător interesant și important pentru echipă, Callejón este cumpărat de Real Madrid cu 5,5 milioane € în vara anului 2011.
A debutat cu gol pe 16 iulie 2011 într-un meci neoficial, amicalul contra lui LA Galaxy terminat cu scorul 4-1, marcând primul gol al meciului. Primul gol într-un meci oficial l-a marcat pe 2 octombrie, chiar în meciul împotriva fostei sale echipe, Espanyol, terminat cu scorul 4-0, dar nu s-a bucurat la gol datorită atașamentului său față de echipa care l-a făcut celebru.
Reușește o dublă pentru Real în ultimul meci al grupelor Champions League într-un meci cu Ajax scor 3-0.
Callejón înscrie în total 20 de goluri pentru Real Madrid în toate competițiile.
Jose Mourinho, antrenorul de atunci al Realului declara că Jose Callejón a devenit jucătorul său preferat. 

### Napoli
Sezonul 2013-2014

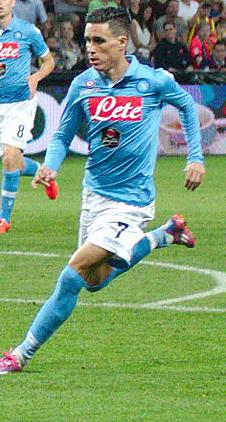
Callejón jucând pentru Napoli împotriva Barcelonei în 2014

În data de 9 iulie 2013, clubul italian de fotbal Napoli anunță că a ajuns la un acord cu Real Madrid de a-l transfera pe Callejón pentru suma de 10 milioane de euro. La două zile după, clubul declară că a semnat un contract pe 4 ani cu jucătorul.
Callejón marchează chiar la debutul său la Napoli în Serie A într-un meci cu Bologna scor 3-1. Pe 20 octombrie 2013 marchează primul gol în Champions League pentru echipa sa, aducând victoria echipei într-un meci cu Marseille scor 2-1.
În primul său sezon la Napoli, Callejón a înscris 20 de goluri în toate competițiile.
Callejón a fost cel mai bun marcator al Cupei Italiei.
Sezonul 2014-2015
În sezonul 2014/2015 Callejón înscrie în primul meci din Serie A într-o victorie scor 2-1 cu Genoa. Pe 19 octombrie reușește o dublă în meciul cu Inter Milano scor 2-2.
În derby-ul cu AS Roma de pe 2 noiembrie 2014, Callejón înscrie un gol și îi este respins un șut de pe linia porții în victoria 2-0 pentru echipa sa.
În al doilea sezon la Napoli, Callejón a înscris 12 goluri în toate competițiile.
Sezonul 2015-2016
Primul gol al lui Callejón vine târziu în acest sezon, tocmai în returul campionatului.
Pe 17 septembrie 2015, Callejón reușește o dublă în Europa League în victoria 5-0 cu Brugge. Pe 22 octombrie într-un meci cu Midtjylland a trimis un voleu peste portar dintr-o centrare lungă a lui Koulibaly deschizând scorul în victoria cu 4-1.
În returul cu Brugge din Europa League, Callejón marchează unul din cele mai frumoase goluri ale competiției în victoria 5-0. 
Sezonul se încheie cu 47 de apariții și 13 goluri (7 în ligă, 1 în Cupa Italiei și 5 în Europa League).

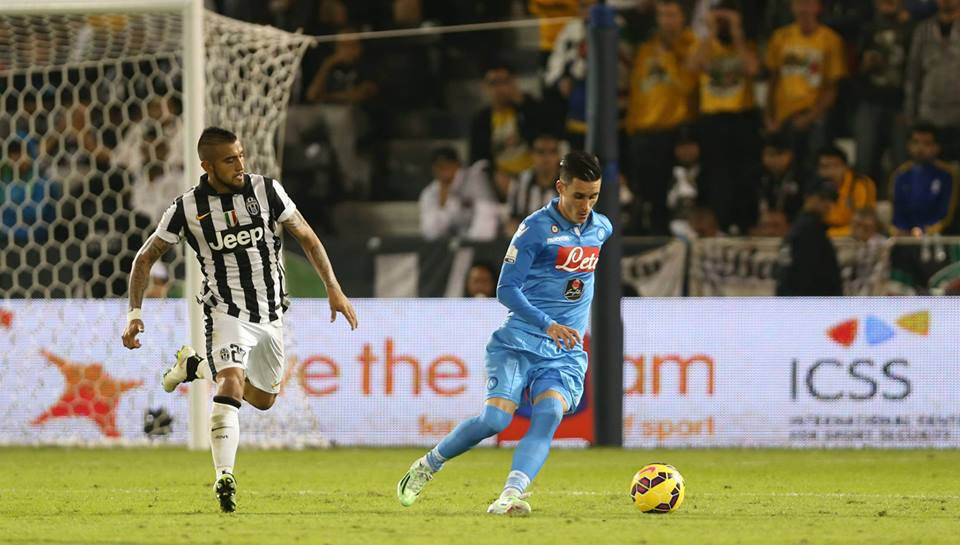
Callejón (dreapta) în albastru, luptându-se cu juventinul Vidal, în timpul victoriei din Supercupa Italiei 2014.

29 octombrie 2017: marchează cel de-al doilea gol al lui Napoli împotriva lui Sassuolo (s-a încheiat cu 3-1): mulțumită acestui gol, Callejon devine cel mai mare marcator spaniol al Seriei A, cu 52 de goluri.
Pe 20 octombrie 2018, în timpul meciului cu Udinese, a jucat pentru prima dată 90 de minute cu banderola de căpitan pe braț.
Pe 28 aprilie 2019, în meciul câștigat la Frosinone, a ajuns la 300 de apariții pentru tricoul lui Azzurri. În acest sezon produce și 10 asistențe în campionat. Acesta a fost timp de trei ani la rând cel mai bun pasator din Serie A producând cele mai multe assist-uri din campionat.

## Echipa națională
Callejón a jucat și pentru echipa națională a Spaniei U21, marcând un gol în 4 meciuri. A debutat pe 25 martie 2008 contra echipei similare a Kazahstanului, înlocuindu-l pe Bojan Krkic în partida terminată cu scorul 5-0 și în care a marcat și el un gol, la 15 minute după ce a intrat pe teren. 
Pe 7 noiembrie 2014, Callejón a fost selecționat la echipa mare a Spaniei în meciurile cu Germania și Belarus. A intrat pentru prima oară pe teren în minutul 69 schimbându-l pe Santi Cazorla în triumful cu 3-0 în fața Belarusului în calificările pentru UEFA Euro 2016.

## Stil de joc
Jucător multilateral, adaptabil și foarte rapid, Callejón este capabil să joace pe toate posturile din linia de atac: vârf, atacant de careu, al doilea atacant, extremă, atacant. în perioada petrecută la Real Madrid, Mourinho l-a folosit chiar și în apărare, făcând o treabă excelentă. Este un jucător de creație, cu foarte bune abilități tehnice capabil atât să marcheze goluri cât și să creeze faze. Callejón este unul din cei mai buni pasatori din campionatul italian.

## Viață personală
José Callejón împreună cu fratele său Juanmi Callejón au o academie de fotbal numită Campus Internacional de Futbol Hermanos Callejon.
Pe 19 iunie 2015, Callejón s-a căsătorit cu Marta Ponsati Romero. La nuntă au participat foști jucători de la Real Madrid, Pepe Reina, Alvaro Arbeloa, fratele său Juanmi, Xabi Alonso și multe alte vedete. Cei doi au o fetiță pe nume India.

## Statistici și goluri
La 5 martie 2016.
| Club          | Sezon         | League   | League | Cupă1    | Cupă1  | Continental | Continental | Total    | Total  |
| Club          | Sezon         | Prezențe | Goluri | Prezențe | Goluri | Prezențe    | Goluri      | Prezențe | Goluri |
| ------------- | ------------- | -------- | ------ | -------- | ------ | ----------- | ----------- | -------- | ------ |
| Real Madrid B | 2006–07       | 4        | 0      | —        | —      | —           | —           | 4        | 0      |
| Real Madrid B | 2007–08       | 37       | 21     | —        | —      | —           | —           | 37       | 21     |
| Real Madrid B | Total         | 41       | 21     | —        | —      | —           | —           | 41       | 21     |
| Espanyol      | 2008–09       | 24       | 2      | 6        | 2      | —           | —           | 30       | 4      |
| Espanyol      | 2009–10       | 36       | 2      | 1        | 0      | —           | —           | 37       | 2      |
| Espanyol      | 2010–11       | 37       | 6      | 2        | 0      | —           | —           | 39       | 6      |
| Espanyol      | Total         | 97       | 10     | 9        | 2      | —           | —           | 106      | 12     |
| Real Madrid   | 2011–12       | 25       | 5      | 6        | 3      | 5           | 5           | 36       | 13     |
| Real Madrid   | 2012–13       | 30       | 3      | 7        | 2      | 4           | 2           | 41       | 7      |
| Real Madrid   | Total         | 55       | 8      | 13       | 5      | 9           | 7           | 77       | 20     |
| Napoli        | 2013–14       | 37       | 15     | 5        | 3      | 10          | 2           | 52       | 20     |
| Napoli        | 2014–15       | 38       | 11     | 4        | 0      | 16          | 1           | 59       | 12     |
| Napoli        | 2015–16       | 38       | 7      | 2        | 1      | 7           | 5           | 47       | 13     |
| Napoli        | 2016-17       | 37       | 14     | 4        | 2      | 8           | 1           | 49       | 17     |
| Napoli        | 2017-18       | 38       | 10     | 2        | 0      | 10          | 2           | 50       | 12     |
| Napoli        | 2018-19       | 34       | 3      | 2        | 0      | 11          | 1           | 47       | 4      |
| Napoli        | 2019-20       | 33       | 4      | 5        | 0      | 7           | 0           | 45       | 4      |
| Napoli        | Total         | 255      | 64     | 24       | 6      | 69          | 12          | 349      | 82     |
| Fiorentina    | 2020-21       | 20       | 0      | 2        | 1      |             |             | 22       | 1      |
| Total carieră | Total carieră | 468      | 103    | 45       | 14     | 78          | 19          | 595      | 136    |

1Incluzând Supercupa Spaniei.

## Palmares
Club
Real Madrid
La Liga: 2011–12
Supercupa Spaniei: 2012
Cupa Regelui: 2012-2013
SSC Napoli
Cupa Italiei: 2013–14
Supercupa Italiei: 2014
Individual
Segunda División B: Cel mai bun marcator 2007-2008
Cupa Italiei: Cel mai bun marcator 2013–14